# Regelia
Genre
Classification phylogénétique
Regelia est un genre de plantes à fleurs de la famille des Myrtaceae. Il comprend six espèces d'arbustes endémiques d'Australie. Cinq des six espèces sont endémiques à la région du sud-ouest de l'Australie-Occidentale. La sixième espèce qui a été affectée à ce genre (R. punicea) est endémique au parc national de Kakadu dans le Territoire du Nord et est maintenant considérée comme appartenant à un nouveau genre distinct, Petraeomyrtus.
Les Regelia sont des arbustes à feuillage persistant, à petites feuilles, de 1 à 6 mètres de hauteur produisant des huiles essentielles. En général, les fleurs sont voyantes groupées en inflorescences qui prennent la forme de shères ou d'épis selon les espèces. Les fruits sont ligneux, des capsules à trois valves qui éclatent souvent à maturité.

## Étymologie et taxonomie
Le genre a été officiellement décrit par  JCSchauer en 1843 qui lui a donné le nom de Regelia en l'honneur du jardinier et botaniste allemand Eduard August von Regel.
Le genre Regelia est étroitement lié au genre Melaleuca ; Tous deux ont des étamines qui sont fusionnés en groupes. La principale différence entre les deux genres est que, chez Regelia les anthères sont soudés à la base et chez Melaleuca, ils sont attachés sur le côté. Ces genres sont aussi étroitement liés à Beaufortia, Calothamnus et Eremaea.

## Espèces
Il y a actuellement six espèces reconnues de Regelia. Toutes sont endémiques à de  petites régions géographiques dans le sud-ouest ou le nord de l'Australie.
- Regelia ciliata Schauer  est un arbuste à port érigé, de 1,3 m à 1,5 m de haut. Il a de minuscules feuilles pointues et l'écorce des tiges se détache en fines feuilles[4].
- Regelia cymbifolia (Diels) CAGardner  est un arbuste très ramifié d'environ 2 mètres de hauteur et portant de minuscules feuilles pointues. Il fleurit au printemps, produisant des grappes de nombreuses petites boules.
- Regelia inops (Schauer) Schauer  est un arbuste qui peut atteindre 0.75-2.5 m de hauteur et a de minuscules feuilles pointues[5].
- Regelia megacephala CAGardner  est un arbuste de 2 à 5 mètres de hauteur  qui a de plus grandes (mais tout de même qui restent petites) feuilles arrondies[6].
- Regelia velutina (Turcz.) CAGardner  (Tarides regelia) est le plus grand membre du genre. C'est un grand arbuste ou un petit arbre, qui peut croître jusqu'à 6 mètres de haut. Il pousse sur des sols très pauvres et secs et a de grandes boules de fleurs[7].
- Regelia punicea (N. Byrnes) Barlow,  ne se trouve que dans le Territoire du Nord. Cette espèce a été mise dans le genre Melaleuca en 1986[8], mais par la suite on lui a proposé un nouveau genre distinct, Petraeomyrtus [9], au sein duquel son nom est Petraeomyrtus punicea (Byrnes) Craven [10].